# PSFK Cernomoreț Burgas
PSFK Cernomoreț (în bulgară ПСФК Черноморец) este un club de fotbal din Burgas, Bulgaria. Echipa susține meciurile de acasă pe Stadionul Lazur cu o capacitate de 18.037 de locuri.

## Lotul sezonului 2009-2010
| Nr. |             | Poziție | Jucător            |
| --- | ----------- | ------- | ------------------ |
| 1   | Bulgaria    | P       | Vladislav Stoianov |
| 2   | Bulgaria    | F       | Traian Diankov (c) |
| 3   | Bulgaria    | F       | Vențislav Bonev    |
| 4   | Tunisia     | F       | Enis Hajri         |
| 5   | Bulgaria    | F       | Nikolai Krastev    |
| 6   | Bulgaria    | F       | Orlin Starokin     |
| 7   | Capul Verde | M       | Nilton Fernandes   |
| 8   | Portugalia  | M       | Marcio Abreu       |
| 9   | Argentina   | A       | Adrián Fernández   |
| 10  | Bulgaria    | M       | Kostadin Diakov    |
| 12  | Bulgaria    | P       | Plamen Kolev       |
| 13  | Bulgaria    | A       | Martin Toșev       |

| Nr. |            | Poziție | Jucător          |
| --- | ---------- | ------- | ---------------- |
| 14  | Portugalia | M       | Ricardo André    |
| 18  | Germania   | M       | Jochen Seitz     |
| 19  | Argentina  | M       | Roberto Carboni  |
| 20  | Venezuela  | M       | Héctor Gonzalez  |
| 21  | Germania   | A       | Matthias Morys   |
| 22  | Bulgaria   | M       | Țvetomir Țonkov  |
| 23  | Portugalia | M       | Pedrinha         |
| 25  | Bulgaria   | A       | Plamen Krumov    |
| 26  | Bulgaria   | F       | Gheorghi Terziev |
| 31  | Brazilia   | F       | Gabriel Atz      |
| 33  | Germania   | P       | Pascal Borel     |